# Piper auritum
```

```

Piper auritum тропска је зељаста скривеносеменица из рода Piperа, односно из породице Piperaceae. Позната је и као оха санта (шп. Hoja santa; „свети лист”) и бибер из Веракруза. Природни ареал ове врсте су тропске кишне шуме Мезоамерике.

## Опис
Врста Piper auritum је зељаста биљка из рода бибера, специфична по својим крупним баршунастим листовима срцоликог облика и дужине до 30 цм (ширине 14−18 цм). Жбунаста је врста висине 2−4 метра са доста кртим гранама. Цветови се појављују у клипастим цвастима.
Одликује се карактеристичном аромом која се најближе описује као комбинација еукалиптуса, сладића, Sassafrasа, мускатног орашчића, нане, естрагона и црног бибера. Арома је интензивнија код младих биљака. 
Има широку употребу у мексичкој гастрономији. Етарска уља овре врсте бибера богата су сафролима (хемијска формула C10102). Како је научно доказано да сафроли имају канцерогени учинак на лабораторијским животињама њихова употреба је забрањена у Сједињеним Државама 1960. и у Европи 1974. године (иако не постоје директни докази о канцерогеном утицају на људски организам).. 